# 부티르스카야역
부티르스카야역(러시아어: Бутырская)은 모스크바 지하철 류블린스코 드미트롭스카야 선의 역이다. 2016년 9월 16일에 개장했다. 오스탄키노 철도역에서 가장 가까운 루스타벨리 스트리트와 오고로디 프로예즈드 교차로 상에 위치한다. 역명은 부티르스키 구역에서 유래하면서도 부티르카 감옥과 부티르스카야 거리가 인근에 있어서 제정되었다.

## 역사
부티르스카야 역은 2016년 9월 16일부터 영업을 시작하였다.

## 디자인
60m(200ft) 깊이의 깊은 역사의 부티르스카야 역은 루블린스크 북쪽 반경의 유사 역사에 대한 승인된 일종의 프로젝트를 기반으로 구축된 것으로 각각의 기둥들은 판지 형태의 빛을 띄고 있다.